# طهطا
طَهطَا هي مدينة ومركز في محافظة سوهاج بمصر.

## التسمية
سُمِّيَت «طهطا» على اسم «أميرة» من أميرات الفراعنة في العصر الفرعوني القديم، حيث كان اسمها «طحطا» على اسم الأميرة، حتى جاء الأتراك، فكانوا يطلقون عليها «طهطا»؛ لعدم استطاعتهم نطق حرف «الحاء».
طهطا من مراكز مصر التي كانت قديما «كورة» كبيرة من كور الصعيد بين كورتي أخميم وأسيوط وقد ذكرت في كتب التاريخ تحت أسماء عدة متقاربة. نذكرها على سبيل الحصر:-
- ذكرها ابن خرداذبه في كتابه (المسالك والممالك) تحت اسم (قهقى) وهو الأقرب لاسمها الحالي.
- ذكرها اليعقوبي في كتابه (البلدان) تحت اسم (قهقاوة).
- أتفق المقريزي في كتابه (المواعظ والاعتبار) وياقوت الحموي في كتابه (معجم البلدان) والقلقشندي في كتابه (صبحي الأعشى) على تسميتها ب (قهقوه).

## تاريخ طهطا
تعتبر «طهطا» مدينة ذات كثافة سكنية مرتفعة، تتميز بأنها مدينة تقدس العلم، وتحفظ مكانة العلماء، وهناك عديدٌ من أبنائها من الحاصلين على أعلى الدرجات العلمية من الأزهر، والجامعات الأخرى. كما تتميز "طهطا" بالنشاط التجاري الواسع، حيث تعتبر المدينة الثانية بمصر، بعد دمياط، في مجال صناعة الأثاث المنزلي، وقد زارها كثير من المشاهير ورجال الساسة المرموقين، مثل مصطفي باشا النحاس، وقد غنى فيها الموسيقار محمد عبد الوهاب. ومن أبنائها العديد من الأبطال والشهداء، والذين حصلوا على "نجمة سيناء"، و"أنواط الشجاعة" من الدرجة الأولى، فهم الذين وهبوا أرواحهم فداءً للوطن في الحروب التي خاضتها مصر دفاعًا عن الحرية والكرامة، ومن أبرزها حرب أكتوبر 1973.
- من أهم شخصيات طهطا التاريخية رفاعة رافع بدوى الطهطاوي.

## قرى مركز طهطا
- ساحل طهطا.
- الشيخ زين الدين.
- بنجا.
- بنهو.
- الشيخ مسعود.
- الصوالح.
- القاضي.
- الخزندارية غرب.
- الجبيرات
- شطوره
- عرب بخواج
- الخزندارية شرق
- نجع حموده
- نجع الزرابي
- الصفيحه
- بني عمار
- السوالم
- الشيخ رحومة
- بنجا
- الصوامعة غرب
- نزله القاضى
- بني حرب
- الكوم الأصفر
- خلوة محفوظ
- خلوة عبدالدايم
- نجع حمد
- القبيصات
- الحريدية
- الجريدات
- أبو دهب
- نزلة عمارة
- الطليحات

## أعلام
- رفاعة الطهطاوي
- أنسي ساويرس
- نجيب ساويرس